# Brian Urlacher
Brian Keith Urlacher, född 15 maj 1978 i Pasco, är en amerikansk utövare av amerikansk fotboll som spelade i NFL 2000–2012 för Chicago Bears. Han spelade middle linebacker, och han räknas som en av de främsta spelarna på positionen. Han spelade för Bears under hela sin karriär (mellan 2000 och 2012).
Efter att ha tagit studenten på Lovington High School i New Mexico 1996 började Urlacher läsa kriminologi vid University of New Mexico 1997. Tränaren i collegelaget där Urlacher spelade skolade om honom till renodlad linebacker efter att Urlacher i flera år spelat på många olika positioner. År 2000 blev han draftad av Chicago Bears som nummer nio i första rundan, och sedan var han i stort sett ordinarie i Bears under hela sin karriär. 
Urlacher hade en mycket framgångsrik karriär. Han har röstats fram till åtta Pro Bowls, har blivit utsedd till NFL Defensive Rookie of The Year och spelade Super Bowl XLI (som Bears dock förlorade mot Indianapolis Colts). Urlacher har gjort fler tacklingar än någon annan spelare i Chicago Bears historia, 1 229 stycken, och håller också rekordet för flest tacklingar under en säsong (151 stycken år 2002).